# لارس فردریک نیلسون
لارس فردریک نیلسون (انگلیسی: Lars Fredrik Nilson؛ زاده ۲۷ مهٔ ۱۸۴۰ درگذشته ۱۴ مهٔ ۱۸۹۹) یک دانشمند در زمینه شیمی و اهل سوئد بود.